# Seasat

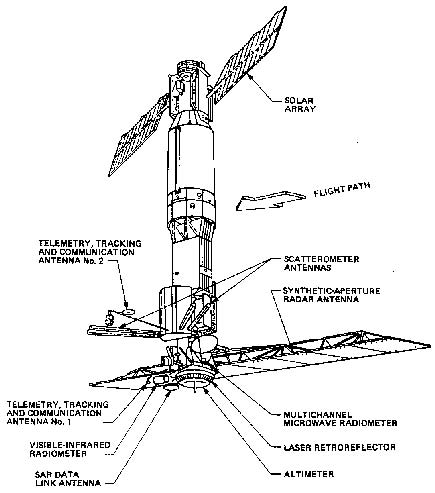
Seasat mit Beschriftung

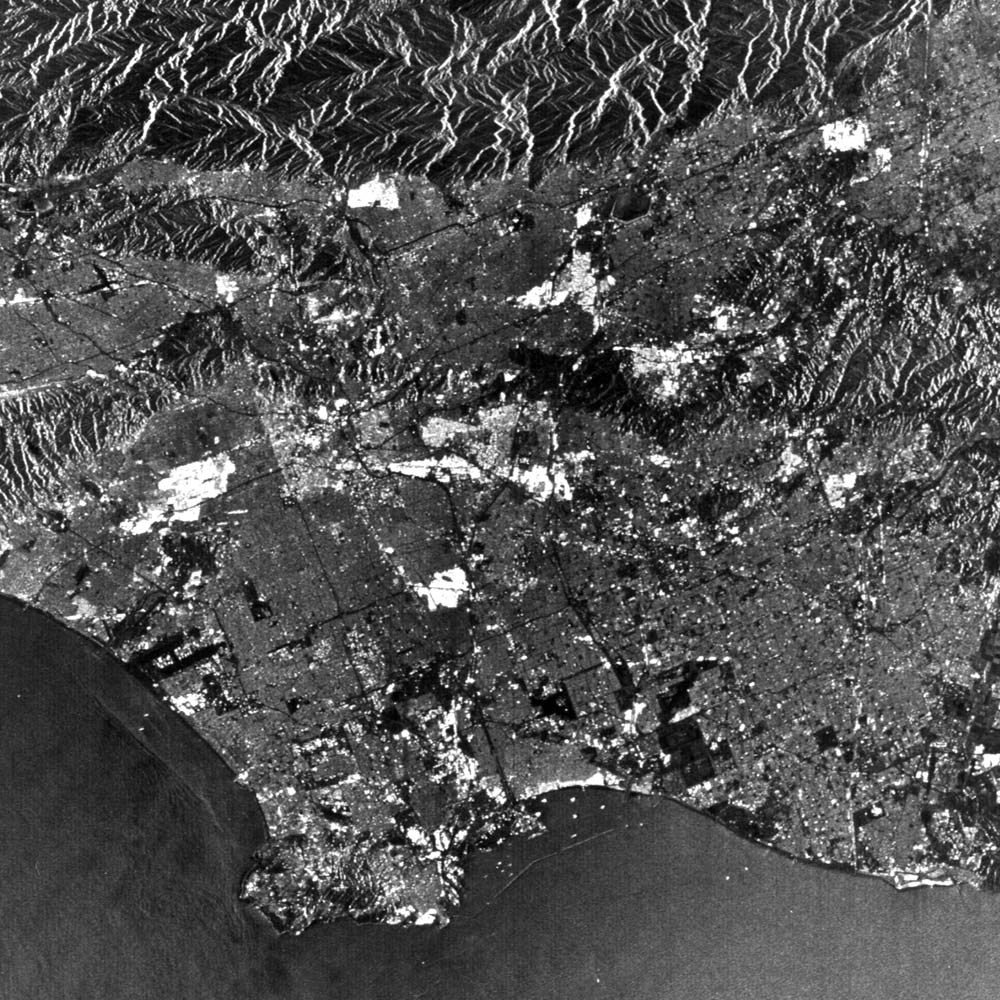
Aufnahme von Los Angeles

Seasat war der erste Erdbeobachtungssatellit der NASA zur Fernerkundung der Meere. Am 27. Juni 1978 wurde der 2300 kg schwere Satellit mit einer Atlas Agena D von der Vandenberg Air Force Base in eine 769 km × 799 km Hohe Umlaufbahn mit 108° Äquatorneigung gestartet. Er blieb nur 105 Tage einsatzfähig. Ursache des Verlusts des Satelliten am 10. Oktober 1978 war ein Kurzschluss.
Obwohl Seasat tatsächlich nur geschätzte 42 Stunden lang Daten lieferte, zeigte die Mission nachhaltig die Möglichkeiten von mikrowellenbasierten Sensoren zur Erkundung der Weltmeere und legte den Grundstein für eine Reihe von Missionen mit SAR-Radaren.

## Auftrag
Der vom Jet Propulsion Laboratory entwickelte Seasat sollte die Verwendbarkeit von Technologien für die Erderkundung demonstrieren, welche bis dahin nur für interplanetaren Raumsonden genutzt worden waren. Die Mission bestand aus fünf Experimenten: einem Radar-Altimeter, einem Mikrowellen-Scatterometer, einem Mikrowellenradiometer, einem Radiometer im Bereich des sichtbaren und infraroten Lichts. Hauptinstrument war das erstmals bei einem Erderkundungssatelliten eingesetzte Synthetic Aperture Radar (SAR im L-Band, Wellenlänge/Frequenz: 23,5 cm/1,275 GHz).
Seasat gilt als Wegbereiter für Folge-Missionen wie TOPEX/Poseidon, QuikSCAT oder Jason. Eine verbesserte Version des Radar-Altimeters wurde später auf dem Satelliten Geosat gestartet.

## Ergebnisse
Mittels der Seasat-Daten wurden unter dem tropischen Regenwald von Guatemala Kanäle entdeckt, die den Mayas die Landwirtschaft zur Versorgung ihrer großen Städte erlaubte. Seasat konnte auch die von getauchten U-Booten erzeugten Wellen mit seinem SAR-Radar nachweisen.